# 程月磊
程 月磊（漢音読み：ちょん ゆうれい、拼音：Chéng Yuèlěi、英語：Cheng Yuelei、1987年10月28日 - ）は、中華人民共和国・北京市出身のサッカー選手。中国・スーパーリーグの広州富力に所属している。ポジションはゴールキーパー（GK）。

## 所属クラブ
ユース経歴
- 2001年 - 2004年  四川冠城足球倶楽部

プロ経歴
- 2005年  四川冠城足球倶楽部
- 2006年  大連実徳足球倶楽部
- 2007年 - 2008年  北京国安足球倶楽部
- 2009年 - 2011年  深圳紅鑽足球倶楽部
- 2012年 -  広州富力足球倶楽部